# Локид C-130 Херкул
Локид C-130 Херкул (енгл. Lockheed C-130 Hercules) је четворомоторни турбоелисни транспортни авион произвођача Локид Мартин који служи као главни тактички превозник за војне снаге широм света. Способан је за слетање и полетање са кратких или неприпремљених полетно-слетних стаза, дизајниран за потребе превоза терета и војних јединица. Данас се овај авион између осталог користи и за извиђање времена, снабдевање горивом у ваздуху, гашење пожара из ваздуха као и евакуацију болесника.
Више од 40 различитих модела Херкула се користи у више од 50 земаља света и то је авион који се дуже производи него било који други војни ваздухоплов у историји. Током више од 50 година у оперативној употреби, Херкул се усталио као поуздан и издржљив авион учествујући у војним, цивилним и хуманитарним операцијама.

## Карактеристике
- Улога вишенаменска
- Први лет прототипа 23. август 1954
- У оперативној употреби Април, 1955
- Произвођач Локид
- Пројектант Вилис Хоукинс
- Капацитет
- Посада 4-6
- Путници 92 регуларно 64 војника
- Терет 45.000  20,000
- Евакуација 74 болесника
- Димензије
- Дужина 97 ft 9  29,8
- Распон крила 132 ft 7  40,4
- Висина 38 ft 3  11,6
- Површина крила 1,745 ft² 162,1
- Тежина
- Празан авион 83.000  37,650
- Максимална 155.000  70,300
- Перформансе
- Максимална брзина непозната
- Брзина крстарења 374 mph 602
- Оперативни плафон лета 33.000  10,058
- Долет 2050 nm 3.791
- Погонска група
- Мотори 4 x T56-A-15 турбоелисни
- Произвођач Алисон
- Снага (сваки) 4,300 shp 3,210